# 痴漢手記 午前8時の性衝動
『痴漢手記 午前8時の性衝動』（ちかんしゅき　ごぜんはちじのせいしょうどう）は、1997年11月21日に発売されたビデオ。カレス・コミュニケーションズから発売された。監督は杉山太郎。七瀬あゆみ、桜樹ルイが出演している。

## キャスト
- 七瀬あゆみ
- 桜樹ルイ
- 高橋和興
- 福田佳弘
- 白鳥サキ
- 赤坂祐

## スタッフ
- 監督：杉山太郎
- 制作：海老沢昌洪
- 撮影：下元哲